# Slaap ons in
Slaap ons in. Monologen bij Beethovens muziek voor Goethe's tragedie 'Egmont'  van de Vlaamse schrijver Erwin Mortier verscheen in 2012.

## Geschiedenis
In 2012 voerde Le Concert Olympique het in 1809 geschreven opus 84 van Ludwig van Beethoven, de toneelmuziek Egmont, geschreven voor het Weense Hoftheater bij het treurspel Egmont  van Johann Wolfgang von Goethe, integraal uit. Die uitvoering stond onder leiding van Jan Caeyers. Ter gelegenheid van die uitvoering verzocht Le Concert Olympique aan de schrijver Erwin Mortier een aantal teksten te schrijven in de geest van het toneelstuk van Goethe. In 2012 werden die teksten uitgebracht onder de titel Slaap ons in waarbij de dirigent een nawoord schreef.

## Uitgave
Van de editie verschenen twee edities: een van 600 exemplaren die voor Le Concert Olympique werden gedrukt op bioset 120 grams papier. Voor de luxe-editie voor het Antwerpse Antiquariaat De Slegte werden 50 genummerde exemplaren gedrukt op bioset 150 grams luxe-papier. Daarnaast verschenen er 12 genummerde exemplaren hors commerce, d.w.z. niet bestemd voor verkoop. De 50 luxe-exemplaren werden door Mortier en Caeyers gesigneerd.
De boekverzorging was in handen van Kris Landuyt en Jan Depover. De tekst werd gezet uit de Dolly en gedrukt door Drukkerij Epo te Antwerpen.